# وانسدايك (دائرة انتخابية في المملكة المتحدة)
وانسدايك (بالإنجليزية: Wansdyke)‏ هي إحدى الدوائر الانتخابية في المملكة المتحدة الممثلة في مجلس العموم في برلمان المملكة المتحدة.
عضو البرلمان الذي يمثلها حالياً هو :Dan Norris (Lab).